# جیمی دی کورسی
جیمی دی کورسی (انگلیسی: Jamie de Courcey؛ زادهٔ) بازیگر اهل بریتانیا است.
از فیلم‌ها یا برنامه‌های تلویزیونی که وی در آن نقش داشته‌است، می‌توان به شتاب، ورا، تابو، تاج، دانتون ابی، بازرس فویل، پوآرو و آدمکشان میدسامر اشاره کرد.